# Vukašin Brajić

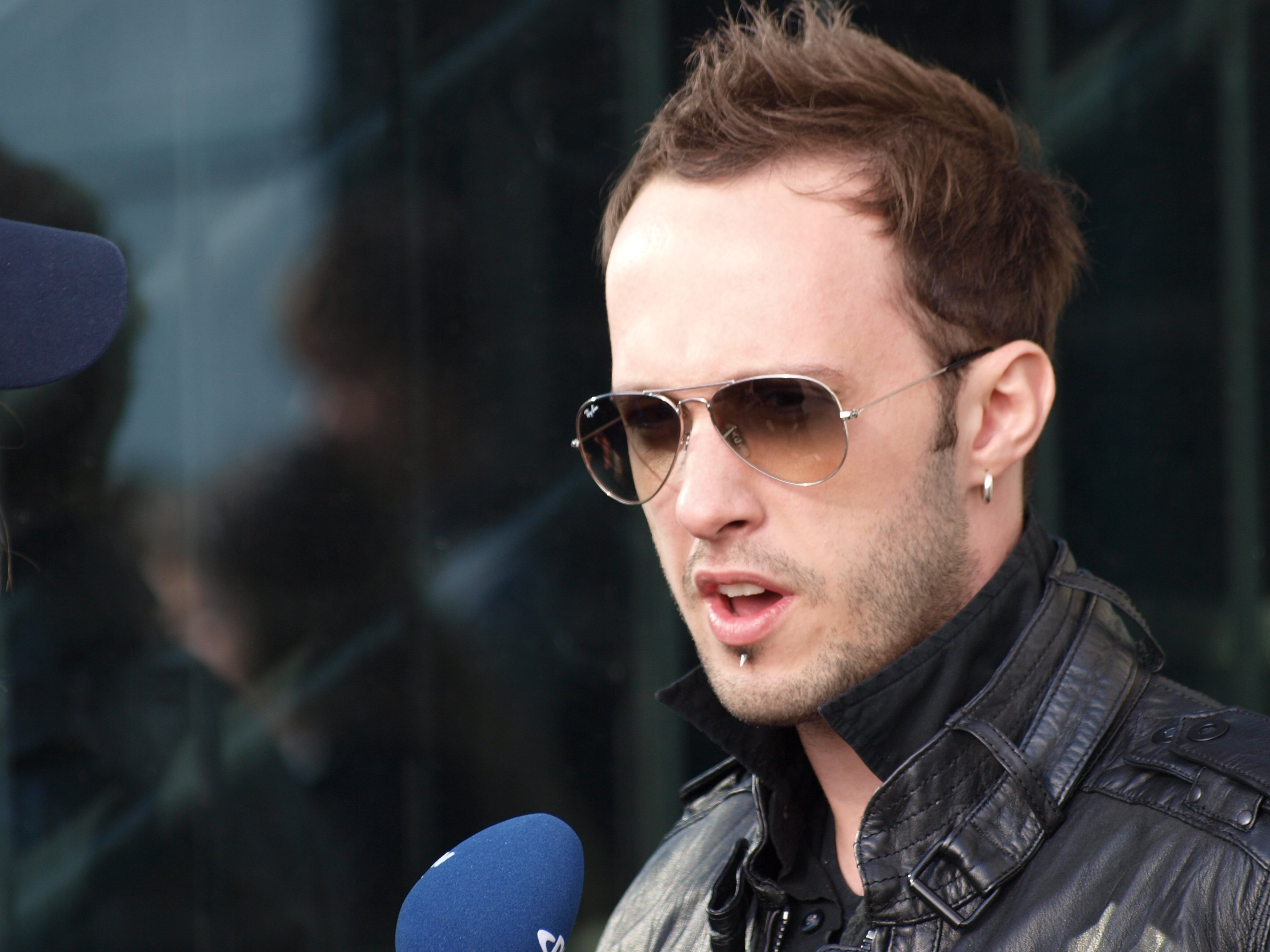
Vukašin Brajić

Vukašin Brajić (Sanski Most, 9 februari 1984) is een Bosnische zanger. 
Hij verkreeg vooral bekendheid toen hij namens Bosnië en Herzegovina deelnam aan het Eurovisiesongfestival 2010 in de Noorse hoofdstad Oslo. Met zijn Engelstalige nummer Thunder and lightning werd hij achtste in de eerste halve finale, waarmee hij zich kwalificeerde voor de finale. Daarin werd Brajić vervolgens 17de, met 51 punten.
1993: Fazla · 
1994: Alma & Dejan · 
1995: Davor Popović · 
1996: Amila Glamočak · 
1997: Alma Čardžić · 
1999: Dino & Béatrice · 
2001: Nino Pršeš · 
2002: Maja Tatić · 
2003: Mija Martina · 
2004: Deen · 
2005: Feminnem · 
2006: Hari Mata Hari · 
2007: Marija Šestić · 
2008: Laka · 
2009: Regina · 
2010: Vukašin Brajić · 
2011: Dino Merlin · 
2012: Maya Sar · 
2016: Dalal & Deen feat. Ana Rucner & Jala